# Emmabuntüs
Emmabuntüs是基于Ubuntu/Debian的Linux操作系统，旨在为捐赠给人道主义组织（如Emmaüs）的翻新计算机提供一个轻量级的、对新手友好的操作系统，以延长机器的寿命。
Emmabuntüs这个名字是Emmaüs和Ubuntu的混合。

## 特性
- Emmabuntüs可以在没有互联网连接的情况下完整地安装。因为所有必需的软件包都保存在安装镜像中。安装镜像包含有多个语言包以及收费的编解码器，用户可以选择是否安装。[10]
- 系统的正常运行至少需要1GB的RAM。[11]
- 安装脚本会自动执行一些步骤（比如对用户名和密码的预定义）。该脚本允许用户选择是否安装非免费的软件和一些不必要的语言包，以减少更新。[12]
- Emmabuntüs包含一些用于保护数据隐私的浏览器插件。[13]
- 有三种类型的dock可供选择——“Basic”、“Simple”和“All”，用户可以根据自己的熟练程度选择适合的dock。[14]

## 桌面环境
Emmabuntüs的桌面环境是带有Cairo-Dock的Xfce，还包括另一个可选的桌面环境LXDE。

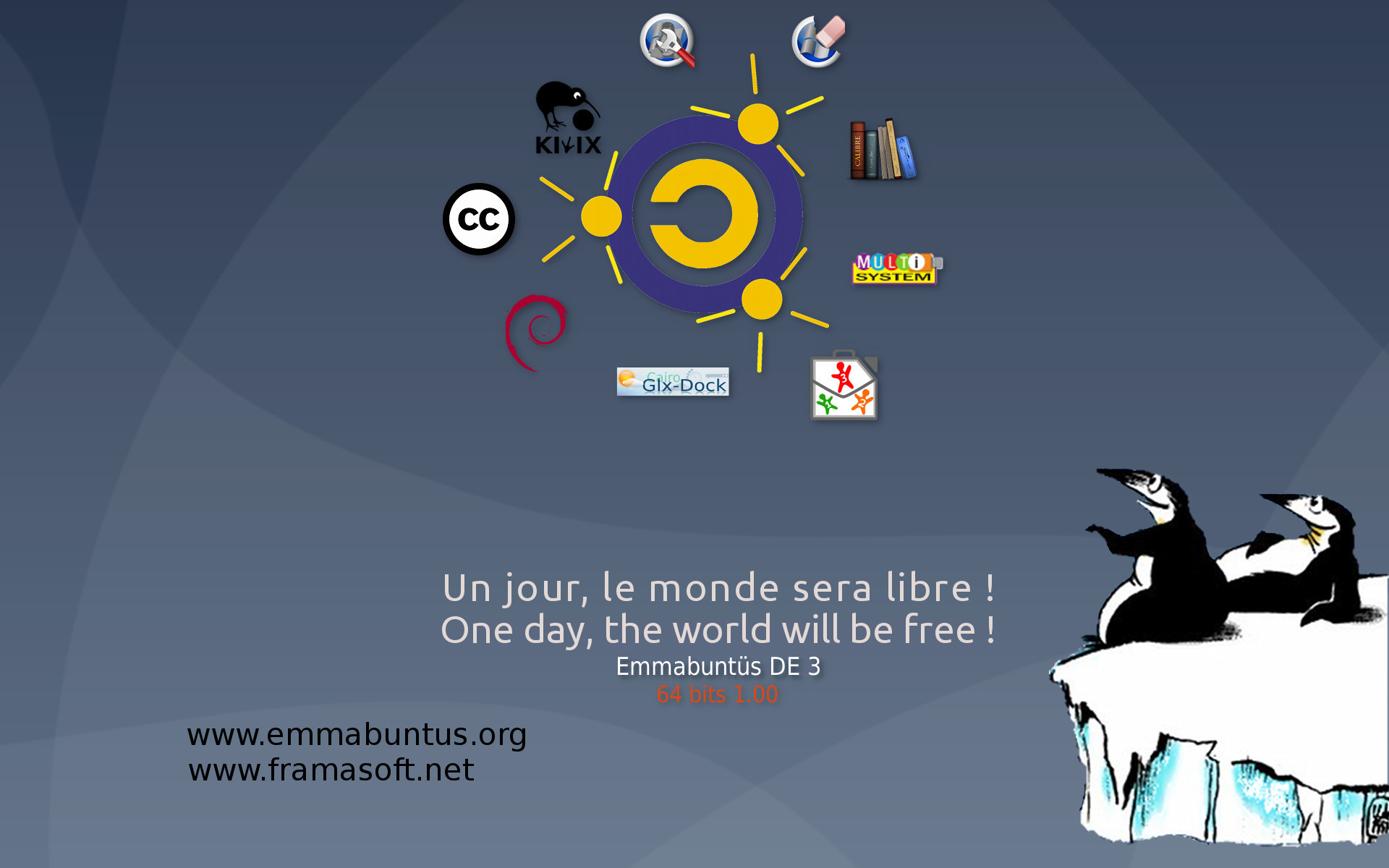
开机截图
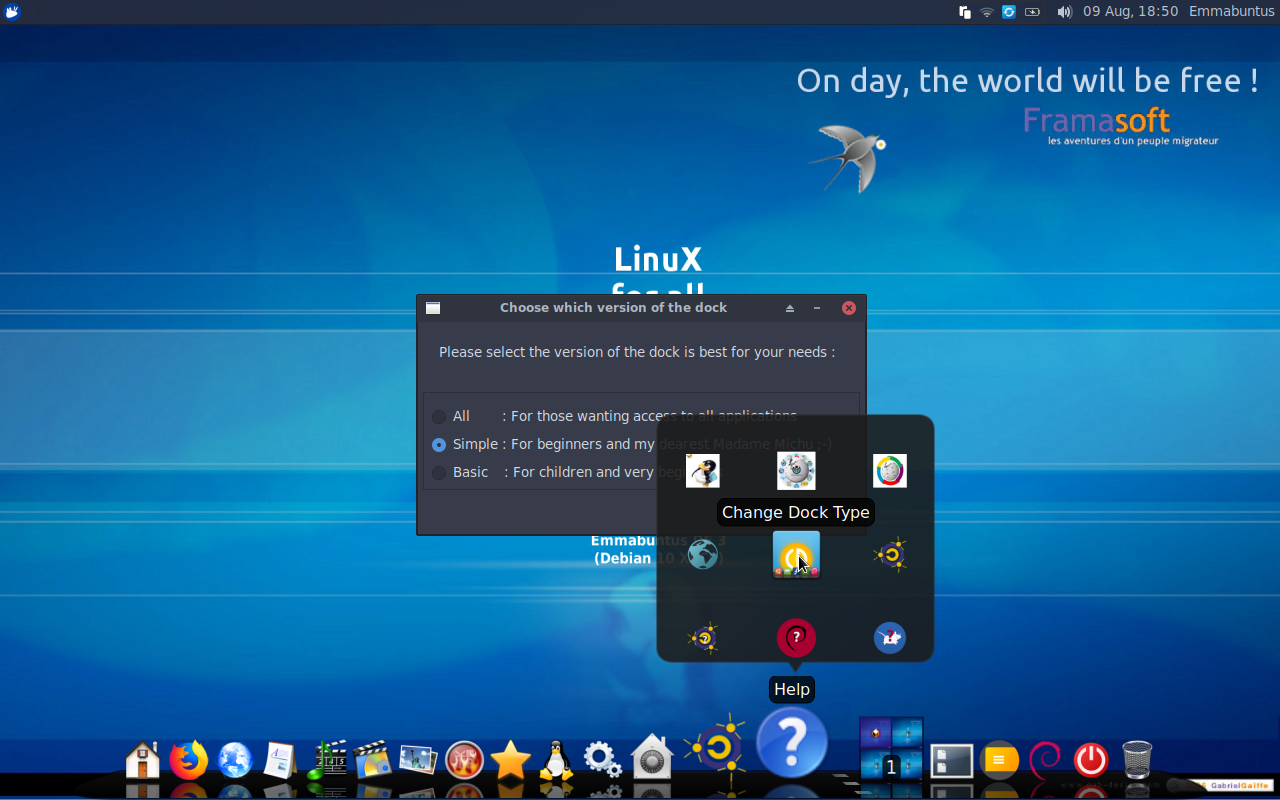
改变dock的配置
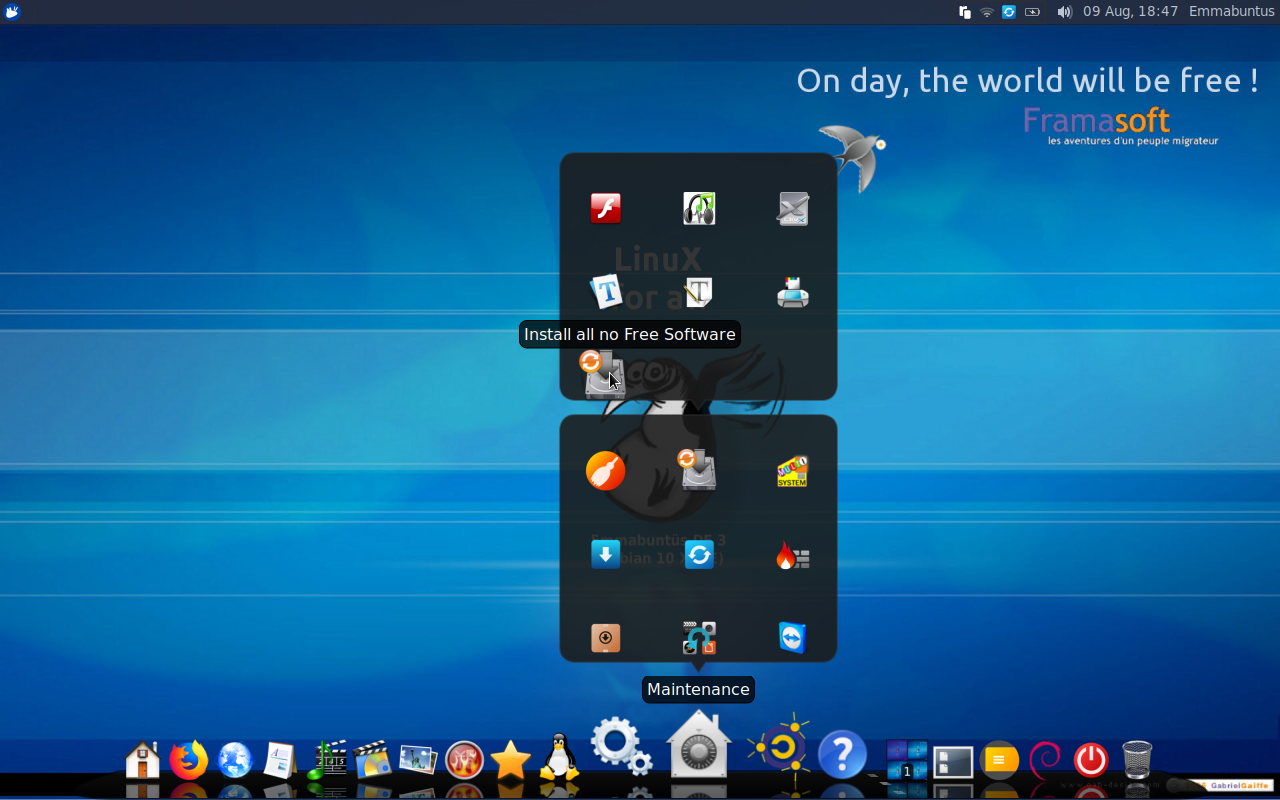
收费编解码器的安装
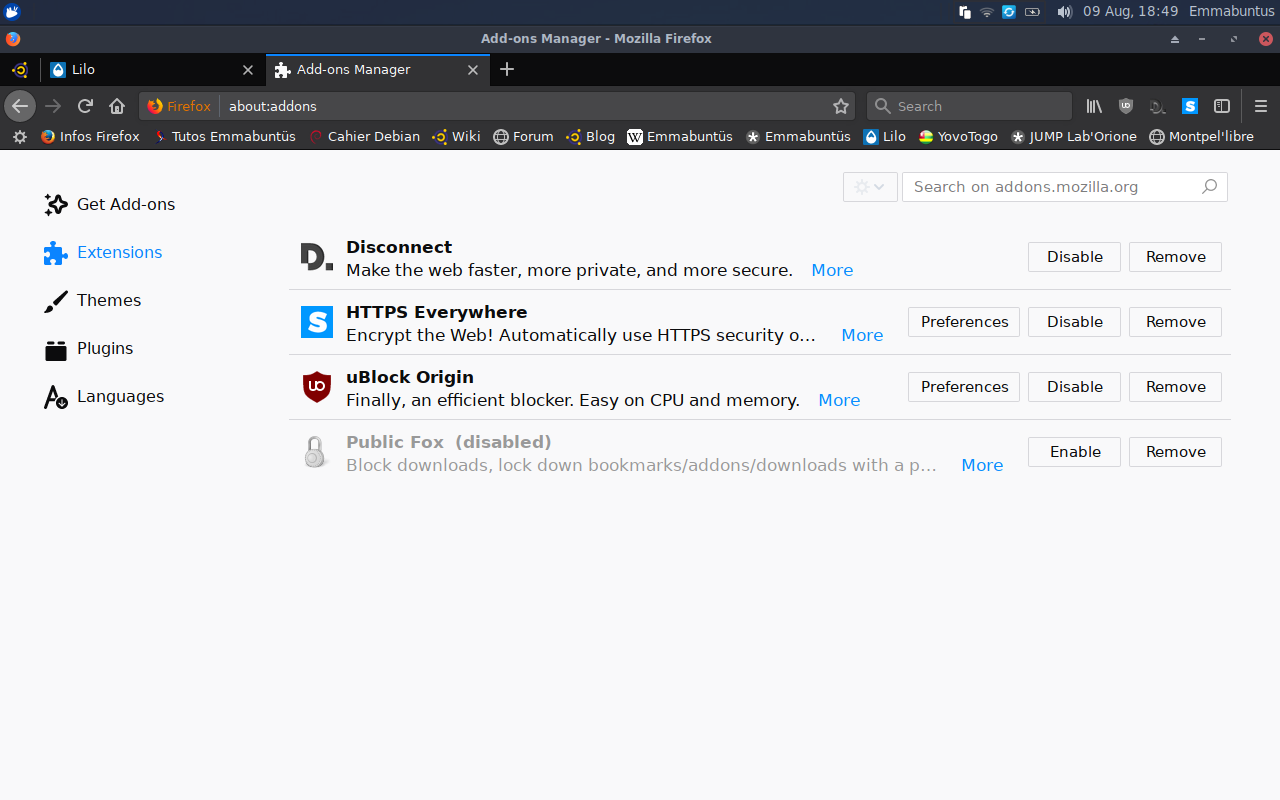
Firefox浏览器包含的扩展
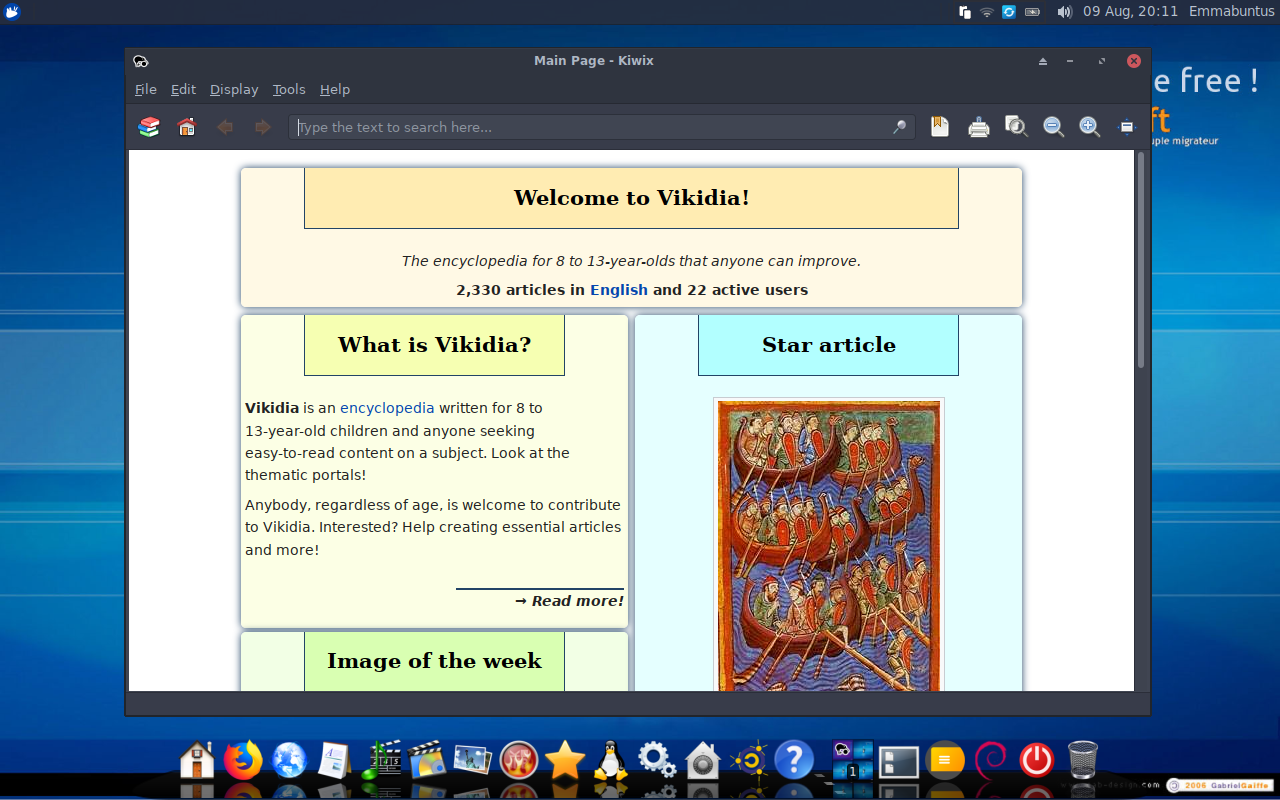
Kiwix，一个用于离线浏览维基百科的免费应用软件
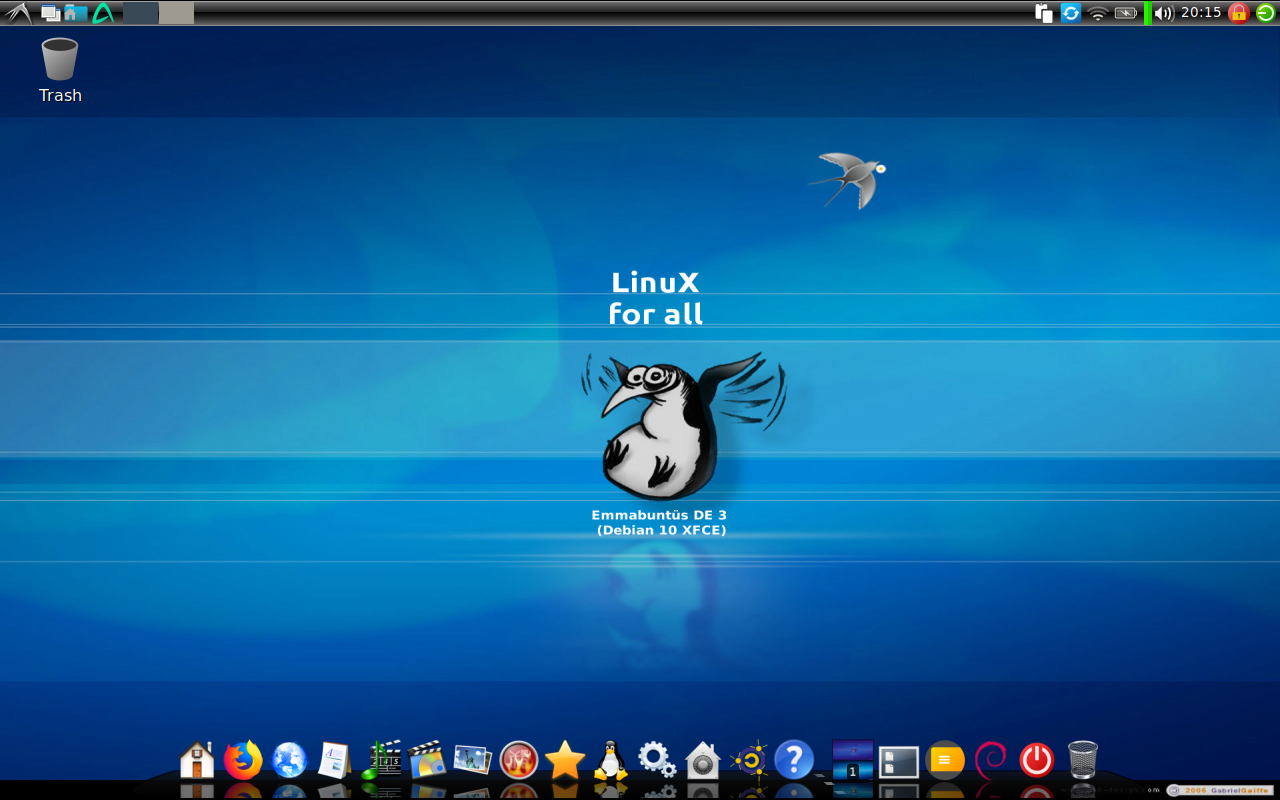
LXDE桌面环境的截图

## 应用程序

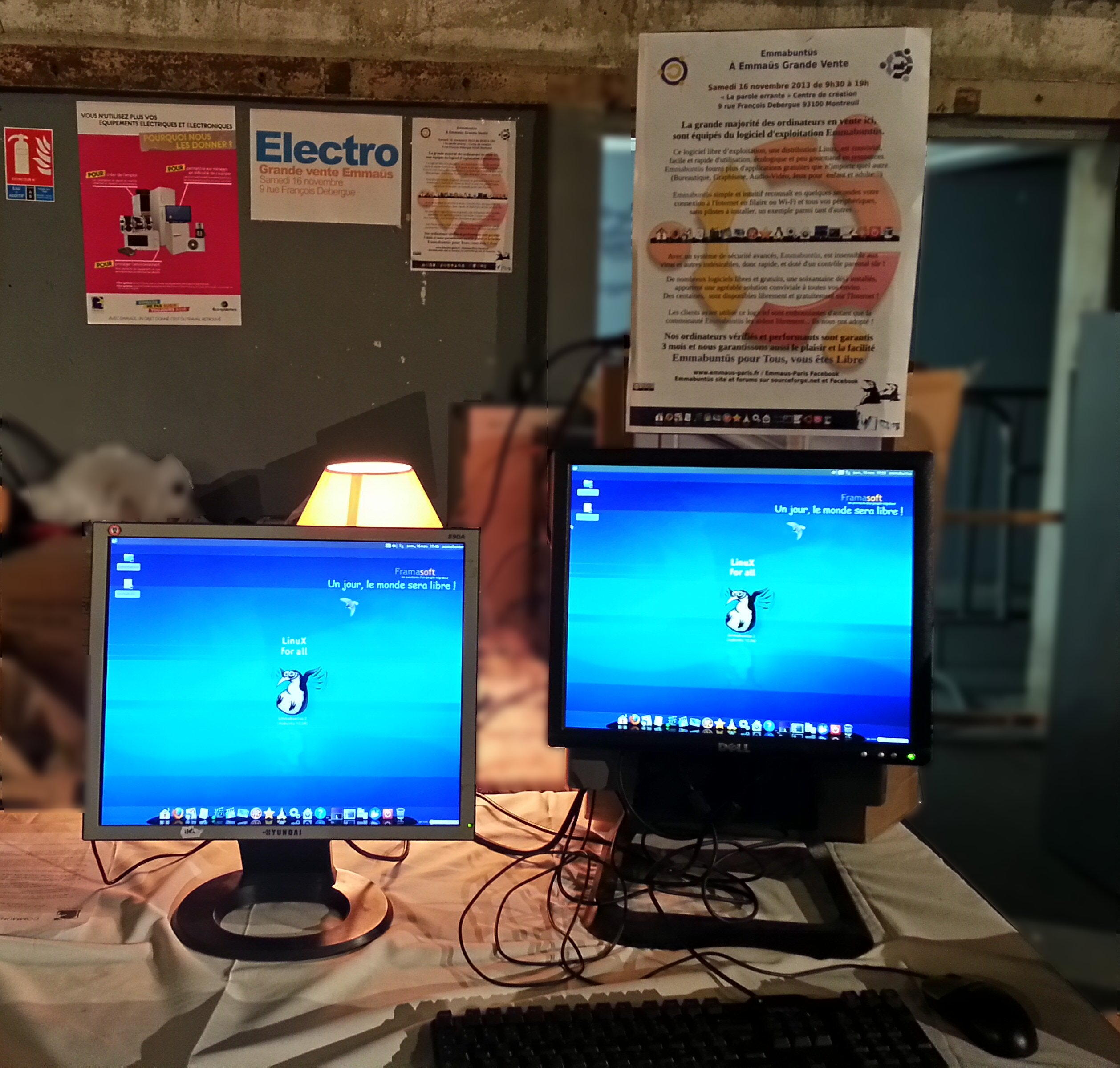
在巴黎Emmaus商店拍卖的安装有Emmabuntüs操作系统的计算机

为了向用户提供多种选择，Emmabuntüs为每一类别的应用安装了多个应用程序。比如：
- 带有多个插件和扩展的Firefox浏览器：Flash Player、uBlock Origin、Disconnect、HTTPS Everywhere
- 电子邮件客户端：Mozilla Thunderbird
- 即时通讯软件：Pidgin、Skype、Jitsi
- 传输工具：FileZilla、Wammu（波兰语：Wammu）、Transmission
- 办公软件：AbiWord、Gnumeric、HomeBank（英语：HomeBank）、LibreOffice、LibreOffice for schools[17]、Kiwix、Calibre、Scribus
- 音频播放软件：Audacious Media Player、Audacity、Clementine、PulseAudio、Asunder（英语：Asunder (軟體)）
- 视频播放软件：Kaffeine、VLC media player、guvcview、Kdenlive、HandBrake（英语：HandBrake）
- 照片浏览器：Nomacs、Picasa、GIMP、Inkscape
- 刻录工具：Xfburn
- 游戏：PlayOnLinux、SuperTux、TuxGuitar（英语：TuxGuitar）
- 家谱软件：Ancestris
- 教育软件：GCompris、Stellarium、Tux Paint、TuxMath（英语：TuxMath）、Scratch
- 实用工具：GParted、TeamViewer、Wine、CUPS

## 发布历史
| 官方不再支持的版本 | 官方提供支持的版本 | 测试版本 | 未来版本 |

| 版本                  | 基于              | 发布时间   | 桌面环境     | 架构        | Linux内核 |
| --------------------- | ----------------- | ---------- | ------------ | ----------- | --------- |
| Emmabuntüs Equitable  | Ubuntu 10.04 LTS  | 2012-04-28 | GNOME        | x86         | 2.6.32    |
| Lemmabuntüs Equitable | Lubuntu 10.04     | 2012-03-10 | LXDE         | x86         | 2.6.32    |
| Emmabuntüs 2          | Xubuntu 12.04 LTS | 2014-12-18 | Xfce 或 LXDE | x86 & AMD64 | 3.2.60    |
| Emmabuntüs 3          | Xubuntu 14.04 LTS | 2015-10-12 | Xfce 或 LXDE | x86 & AMD64 | 3.19.0    |
| Emmabuntüs DE         | Debian 8          | 2016-06-20 | Xfce 或 LXDE | x86 & AMD64 | 3.16.0    |
| Emmabuntüs DE 2       | Debian 9          | 2018-01-29 | Xfce 或 LXDE | x86 & AMD64 | 4.9.0     |
| Emmabuntüs DE 3       | Debian 10         | 2019-09-16 | Xfce 或 LXDE | x86 & AMD64 | 4.19.0    |